# Pseudocalotes ziegleri
Pseudocalotes ziegleri — вид ігуаноподібних ящірок родини агамових (Agamidae). Ендемік В'єтнаму.

## Поширення і екологія
Pseudocalotes ziegleri відомі з двох місцевостей, розташованих в регіоні Центрального Нагір'я, у провінціях Контум і Ламдонг. Вони живуть у вологих гірських тропічних лісах.